# Lars Hurtig
Lars Hurtig, född 8 april 1962 i Piteå, är en svensk före detta professionell ishockeyspelare med förflutet bland annat i Piteå HC och Luleå HF.
Lars Hurtig blev svensk mästare säsongen 1995/1996 då Luleå Hockey vann mot Västra Frölunda HC med 3-1 i matcher.  Han innehar också rekordet med flest gjorda mål någonsin i Luleå HF. 
Lars Hurtig spelade elva säsonger i Elitserien i ishockey med Luleå och två säsonger i tyska ligan, Deutsche Eishockey Liga, med EV Landshut. Han avrundade sin karriär i samma klubb som han startade densamma, Piteå HC.

## Klubbar
- Piteå HC 1979 - 1984 Div 1
- VIK Hockey 1984 - 1985 Div 1
- Luleå HF 1985 - 1996 Elitserien
- EV Landshut 1996 - 1998 DEL
- Piteå HC 1998 - 2000 Div 1/Hockeyallsvenskan